# Спіральний класифікатор

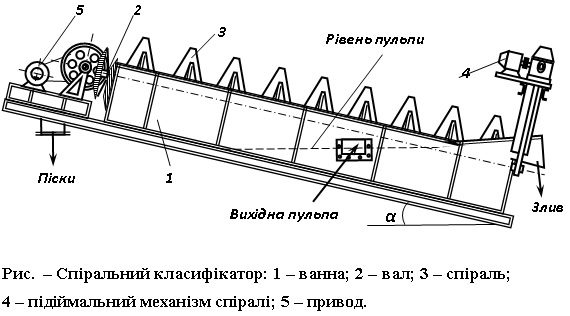

Спіральний класифікатор (рос. классификатор спиральный, англ. spiral classifier, нім. Spiralklassierer m) – гідравлічний класифікатор для розділення за крупністю дрібних та тонких класів мінералів, в якому осілий у кориті грубий продукт вивантажується примусовим переміщенням його по похилому жолобу конвеєром шнековим (ґвинтом). 

## Загальний опис
Спіральний класифікатор здебільшого застосовують у замкнутому циклі з кульовими або стержневими млинами у схемах мокрого подрібнення руд для одержання готового по крупності продукту, що направляється на збагачення, рідше їх використовують для відмивання глинистих матеріалів, а також для зневоднення зернистих продуктів. Максимальна крупність живлення спіральних класифікаторів малих розмірів становить 6 мм, великих – до 12 мм.
Конструктивно спіральний класифікатор (рис.) складається з нахиленої під кутом 14 – 20° ванни 1, у якій поміщені один або два вали 2 із закріпленими на них спіралями 3. Спіралі виготовляють зі сталевих смуг, що утворюють двозахідну ґвинтову стрічку. Для запобігання зносу спіраль футерується пластинами зі зносостійких матеріалів (вибілений чавун, легована сталь і т.п.). Ширина смуг залежно від продуктивності класифікатора по пісках становить 0,1–0,4 від діаметра спіралі. Верхня цапфа вала шарнірно закріплена в упорних підшипниках, що дозволяє за допомогою підйомного механізму 4 піднімати нижню частину спіралі без порушення зчеплення конічних зубчастих коліс. Це дає можливість робити запуск апарата (після його зупинки) під навантаженням без очищення ванни від пісків. 
Розрідженість пульпи є визначальним фактором для одержання зливу необхідної крупності. При збільшенні розрідження пульпи швидкість осадження крупних частинок збільшується, а отже зменшується можливість їхнього влучення в злив. Навпаки, у дуже густих пульпах осадження крупних частинок відбувається повільніше і злив виходить грубішим. Однак надмірне розрідження пульпи може настільки збільшити швидкість висхідного потоку, що він буде виносити у злив і крупні частинки.

## Механізм роботи класифікатора
Процес розділення за крупністю в спіральному класифікаторі відбувається в такий спосіб. Вихідний продукт подається в середню частину ванни спірального класифікатора під рівень пульпи. У процесі класифікації в апараті залежно від стану і режиму руху пульпи розрізняють чотири шари по висоті ванни і три зони по довжині (рис. ).
Чотири шари по висоті ванни класифікатора характеризуються різними густиною і крупністю: 
- - шар 1 – нерухомий і густий (постіль класифікатора), охороняє днище ванни від механічного зносу; у ньому накопичуються метале-вий скрап і вільні зерна важких мінералів;
- - шар 2 – осілі піски, що безупинно переміщуються до верхнього розвантажувального кінця ванни класифікатора;
- - шар 3 – густа суспензія мінеральних зерен, що безупинно пе-ремішується і розділяється на шари 2 і 4;
- - шар 4 характеризується висхідними і горизонтальними пото-ками, спрямованими до зливного порогу.

Через неоднакову висоту пульпи в трьох зонах класифікатора (по довжині ванни) перемішування в них відбувається з різною інтен-сивністю: 
- - зона І розташована поблизу місця введення вихідного матеріа-лу і характеризується малою глибиною й інтенсивним перемішуван-ням пульпи; розділення зерен у зоні дуже рівномірне;
- - зона ІІ займає основну частину ванни, яка заповнена пульпою, у цій зоні відбувається процес класифікації зерен при незначній інте-нсивності перемішування;
- - зона ІІІ розташована поблизу зливного порога і характеризується висхідними потоками, що виносять зерна в злив.

Таким чином, при переміщенні матеріалу до зливного порогу в ньому змінюються гранулометричний склад і об'ємний вміст твердої фази завдяки осадженню крупних зерен на дно. Це приводить до поступового збільшення кінцевих швидкостей падіння зерен і створення кращих умов для очищення зливу.
Наявність у живленні класифікатора значної кількості первинних шламів збільшує в'язкість пульпи, з цієї причини зменшується швидкість осадження частинок і в злив надходить матеріал із крупністю, що перевищує розрахункову. Збільшення в'язкості пульпи, викликану наявністю шламів можна понизити додаванням реагентів-пептизаторів у цикл подрібнення.
Розрідженість пульпи є визначальним фактором для одержання зливу необхідної крупності. При розрідженні пульпи швидкість осадження крупних частинок збільшується, а отже зменшується можливість їхнього вилучення в злив. Навпаки, у дуже густих пульпах осадження крупних частинок відбувається повільніше і злив виходить грубішим. Однак надмірне розрідження пульпи може настільки збільшити швидкість висхідного потоку, що він буде виносити у злив і крупні частинки.

## Застосування
Спіральні класифікатори найчастіше використовують у замкнених циклах подрібнення для одержання готового за крупністю продукту, що направляється на збагачення, рідше їх використовують для відмивання глинистих матеріалів, а також для зневоднення зернистих продуктів.
Спіральні класифікатори в порівнянні з гідроциклонами менше витрачають електроенергії, можуть класифікувати більш крупний матеріал, мають триваліші міжремонтні періоди. Основний їхній недолік – висока вартість, менша питома продуктивність та ефективність, великі габаритні розміри. З цієї причини при проектуванні збагачувальної фабрики для встановлення рекомендуються гідроциклони.